# Kurczak ze śliwkami
Kurczak ze śliwkami (fr. Poulet aux prunes) – powieść graficzna autorstwa Marjane Satrapi, Francuzki irańskiego pochodzenia. Oryginalna wersja ukazała się po francusku w 2004 nakładem wydawnictwa L'Association. Polskie tłumaczenie opublikowało wydawnictwo Post w 2006. 

## Opis fabuły
Książka opisuje ostatnie osiem dni z życia Nassera Alego Khana, krewnego Satrapi, w listopadzie 1958 w Teheranie. Nasser Ali, którego ulubioną potrawą był kurczak ze śliwkami przyrządzany przez jego matkę, był uznanym muzykiem grającym na tarze. Pewnego dnia w kłótni z żoną jego tara uległa zniszczeniu. Nasser Ali, nie mogąc grać, popadł w depresję, pozostawał przez osiem dni w łóżku i umarł.

## Nagrody
Za Kurczaka ze śliwkami Satrapi zdobyła w 2004 nagrodę dla najlepszego komiksu na Międzynarodowym Festiwalu Komiksu w Angoulême.

## Ekranizacja
W 2011 miała miejsce premiera ekranizacji Kurczaka ze śliwkami pod tym samym tytułem w reżyserii Vincenta Paronnaud i Satrapi.